# Herbita pallidaria
Herbita pallidaria är en fjärilsart som beskrevs av Jones 1921. Herbita pallidaria ingår i släktet Herbita och familjen mätare. Inga underarter finns listade i Catalogue of Life.